# Dick Nemelka
Richard S. "Dick" Nemelka (Salt Lake City, Utah, 1 de octubre de 1943 - Ibidem, 19 de septiembre de 2020) fue un jugador de baloncesto estadounidense que disputó una temporada en la ABA. Con 1,83 metros de estatura, jugaba en la posición de base.

## Trayectoria deportiva

### Universidad
Jugó tres temporadas con los Cougars de la Universidad Brigham Young, en las que promedió 16,7 puntos y 3,5 rebotes por partido. Lideró al equipo en 1996 con 24 puntos por partido, llevándoles a la consecución del NIT, derrotando en la final a NYU Violets. Fue incluido esa temporada en el mejor quinteto de la Western Athletic Conference, cuando el año anterior lo había sido en el segundo.

### Profesional
Fue elegido en la cuadragésimo cuarta posición del Draft de la NBA de 1966 por St. Louis Hawks, pero no fue hasta la temporada 1970-71 cuando consiguió su primer y único contrato profesional, al fichar por los Utah Stars de la ABA. Únicamente disputó una temporada, pero en la cual ganaron el campeonato, tras derrotar en las finales a los Kentucky Colonels por 4-3. Nemelka colaboró esa temporada con 5,5 puntos, 1,5 rebotes y 1,5 asistencias por partido, actuando como suplente de Red Robbins.

## Estadísticas de su carrera en la ABA

### Temporada regular
| Temporada | Edad | Equipo     | Liga | Pos. | P  | TIT | MIN  | TC  | TCA | %TC  | 3P  | 3PA | %3P  | 2P  | 2PA | %2P  | TL  | TLA | %TL  | R.OF. | R.DEF. | REB | ASIS | ROB | TAP | PER | FP  | PTS |
| 1970-71   | 27   | Utah Stars | ABA  | SG   | 39 |     | 12.9 | 2.1 | 5.5 | .385 | 0.5 | 1.6 | .323 | 1.6 | 3.9 | .411 | 0.8 | 1.3 | .653 | 0.6   | 0.9    | 1.5 | 1.5  |     |     | 1.1 | 1.5 | 5.5 |
| Total     |      |            | ABA  |      | 39 |     | 12.9 | 2.1 | 5.5 | .385 | 0.5 | 1.6 | .323 | 1.6 | 3.9 | .411 | 0.8 | 1.3 | .653 | 0.6   | 0.9    | 1.5 | 1.5  |     |     | 1.1 | 1.5 | 5.5 |

### Playoffs
| Temporada | Edad | Equipo     | Liga | Pos. | P | TIT | MIN | TC  | TCA | %TC  | 3P  | 3PA | %3P  | 2P  | 2PA | %2P  | TL  | TLA | %TL  | R.OF. | R.DEF. | REB | ASIS | ROB | TAP | PER | FP  | PTS |
| 1970-71 ❍ | 27   | Utah Stars | ABA  | SG   | 9 |     | 5.7 | 0.8 | 2.3 | .333 | 0.1 | 1.0 | .111 | 0.7 | 1.3 | .500 | 0.4 | 0.6 | .800 | 0.2   | 0.8    | 1.0 | 1.0  |     |     | 0.4 | 1.3 | 2.1 |
| Total     |      |            | ABA  |      | 9 |     | 5.7 | 0.8 | 2.3 | .333 | 0.1 | 1.0 | .111 | 0.7 | 1.3 | .500 | 0.4 | 0.6 | .800 | 0.2   | 0.8    | 1.0 | 1.0  |     |     | 0.4 | 1.3 | 2.1 |

## Muerte
Falleció el sábado 19 de septiembre de 2020 a pocos días de cumplir 77 años tras perder la batalla contra el cáncer.